# Monts de Lam
Pour les articles homonymes, voir Lam.
Les Monts de Lam sont un des 6 départements composant la région du Logone Oriental au Tchad. Son chef-lieu est Baïbokoum.

## Subdivisions
Le département des Monts de Lam est divisé en 5 sous-préfectures :
- Baïbokoum ;
- Mbaïkoro ;
- Bessao ;
- Laramanaye (ou Larmanaye) ;
- Mbitoye.

## Administration
Préfets des Monts de Lam (depuis 2002)
- 9 octobre 2008 : Laoukoura Gaye[1]